# 海鱺
海鱺為鰺形目海鱺科海鱺屬的一個物種，也是海鱺科的唯一現生物種，又稱軍曹魚、海麗仔、懵仔魚、魚仲、懵仲。模式产地在卡羅萊納。

## 分布
分布于印度洋北部沿岸、东至澳大利亚、北至朝鲜、日本及大西洋热带海区以及中国沿海等。

## 深度
水深0至200公尺。

## 特徵
本魚體延長而近圓柱狀，頭部平扁而寬；眼小有狹脂性眼瞼。口裂水平位，開於吻端。上下頜有寬絨毛狀齒帶；鋤骨、腭骨及舌面均具微細之齒。體被小圓鱗，埋在厚皮膚之下；側線在前方略有波狀，尾柄兩側無隆起稜脊。無魚鰾。背鰭鰭條部基底較長，前方鰭條高，多少呈鐮刀狀。無離鰭，尾鰭深凹入。體背深褐色，下接銀色縱帶，再下為黃色。體長可達長達2公尺，重68公斤。前背鰭為六至九枚獨立短刺，這也是科名的來源（希臘語“rhachis”「棘」+“kentron”「刺」），胸鰭大，各鰭紅褐色至深褐色；尾鰭具白緣。

## 生態
本魚在幼魚時，外型、姿態與長印魚酷似，會伴隨著大型的魟魚等，一同游動。體型更大後，身上的花紋變淡，且為晝行性之肉食性洄游魚類，以魚及甲殼類為食。活動之水域極廣，也屬外海暖水性魚類，除了大陸棚區外，在大洋中亦可見其蹤跡。

## 經濟利用
每年3至5月為主要捕獲季節，盛漁期在清明節前後。現在已能箱網養殖，經濟價值高，大型魚可作成生魚片，或切片鹽燒或切塊蒸熟，再放醬油同煮，味美。

## 營養成份
海鱺營養價值相當高，含有豐富的蛋白質及 EPA、DHA及維生素E等多樣養分，其中多元不飽和脂肪酸，能清除人體中不好的油脂，多吃海鱺可以促進小孩子腦細胞及眼細胞的成長，更能預防心血管疾病等現代化疾病，海鱺全身有60﹪以上的部位可供食用，而且口感不同：魚腹肉柔軟而且含脂量豐富，適合燒烤或蒸食，背肉及尾肉有彈 性且沒有刺，可作為魚柳，煎炒都美味，魚皮含有豐富的膠質，最適合涼拌、下巴細嫩，燉起來口感令人難忘，另外海鱺肝、魚腸、魚卵都可作出獨特的美食。包括頭部、魚皮、內藏等皆可完全利用製成佳餚，更重要的是他本身的美味，極適合各式的料理。而來自瑞典的米芝蓮二星級主廚Ebbe Vollmer亦曾公開稱讚懵仔魚的肉質非常接近瀕危的比目魚與灰鱈魚，而且烹調方式多元化。

## 養殖
海鱺在台灣澎湖和越南常有人養殖。

## 外部連結
- 兩岸商務網 - 養殖海鱺的介紹 （页面存档备份，存于）